# Troian di Bulgaria
Troian (in bulgaro Траян?; 990 circa – 19 maggio 1038) fu un principe bulgaro, quarto figlio dello zar Ivan Vladislav e di sua moglie Maria.
Sposò una nobile bizantina di cui non si conosce il nome ed ebbe una figlia, Maria, che sposò Andronico Ducas. Troian era il nonno dell'imperatrice bizantina Irene Ducaena, moglie di Alessio I Comneno.

## Ascendenza
|                            |   |                    | Genitori |  |  | Nonni              |  |  | Bisnonni       |  |
|                            |   |                    |          |  |  | Aronne di Bulgaria |  |  | Nicola (komes) |  |
|                            |   |                    |          |  |  | Aronne di Bulgaria |  |  | Nicola (komes) |  |
|                            |   | Ripsimia d'Armenia |          |  |  | Aronne di Bulgaria |  |  |                |  |
| Ivan Vladislav di Bulgaria |   |                    |          |  |  | Aronne di Bulgaria |  |  |                |  |
|                            |   | …                  | …        |  |  |                    |  |  |                |  |
|                            |   | …                  | …        |  |  |                    |  |  |                |  |
|                            |   | …                  | …        |  |  |                    |  |  |                |  |
| Troian di Bulgaria         |   | …                  |          |  |  |                    |  |  |                |  |
|                            | … | …                  |          |  |  |                    |  |  |                |  |
|                            | … | …                  |          |  |  |                    |  |  |                |  |
|                            | … | …                  |          |  |  |                    |  |  |                |  |
| Maria                      | … |                    |          |  |  |                    |  |  |                |  |
|                            |   | …                  | …        |  |  |                    |  |  |                |  |
|                            |   | …                  | …        |  |  |                    |  |  |                |  |
|                            |   | …                  | …        |  |  |                    |  |  |                |  |
|                            |   | …                  |          |  |  |                    |  |  |                |  |